# Aleksandr Gruzinski
Aleksandr Pawlowicz Gruzinski (ros. Александр Павлович Грузи́нский ; ur. 23 czerwca?/5 lipca 1899 w Moskwie, zm. 9 września 1968 tamże) – radziecki aktor filmowy i teatralny. Ludowy Artysta RFSRR (1949). Pochowany na Cmentarzu Wwiedieńskim w Moskwie.

## Wybrana filmografia
- 1939: Moje uniwersytety jako Kuzin
- 1954: Złota antylopa jako sługa (głos)
- 1967: Wojna i pokój
- 1967: Kobiety zostają same jako starszy mężczyzna

## Nagrody i odznaczenia
- 1937: Zasłużony Artysta RFSRR
- 1949: Ludowy Artysta RFSRR